# ماریا گروزدوا
ماریا گروزدوا (بلغاری: Мария Здравкова Гроздева؛ زادهٔ ۲۳ ژوئن ۱۹۷۲) تیرانداز زن اهل بلغارستان بود.
وی در مسابقات کشوری و بین‌المللی در مجموع برندهٔ ۲ مدال طلا، ۳ مدال برنز شده‌است.